# Jaka Primožič
Jaka Primožič (Škofja Loka, 8 december 1998) is een Sloveens wielrenner.

## Carrière
In 2015 werd Primožič tweede op het nationale kampioenschap tijdrijden voor junioren, achter Andrejas Zan. Later dat jaar won hij zowel de eerste etappe als het eindklassement van de Belgrade Trophy Milan Panić. In de wegwedstrijd voor junioren op het wereldkampioenschap eindigde hij op plek 21, met een achterstand van 39 seconden op winnaar Felix Gall.
In 2016 werd Primožič, mede dankzij een derde plaats in de derde etappe, derde in het eindklassement van de Vredeskoers voor junioren. In het puntenklassement werd hij, met een achterstand van 27 punten op Nils Eekhoff, tweede. In juni nam hij wederom deel aan het nationale kampioenschap tijdrijden voor junioren, ditmaal waren enkel Tadej Pogačar en Nik Čemažar sneller. Zes dagen na zijn tweede plaats in Montechiari-Roncone stond Primožič aan de start van de GP Général Patton. In de eerste etappe finishte hij als zevende, een dag later als vijfde. Dit leverde hem de zevende plaats in het eindklassement op, met een achterstand van 31 seconden op de Deense winnaar Andreas Kron. In de juniorenversie van de Ronde van Opper-Oostenrijk won Primožič zowel de laatste etappe als het eindklassement, waarna hij wederom deelnam aan de Belgrade Trophy Milan Panić. In de Servische tweedaagse wist de Sloveen ditmaal beide etappes te winnen, evenals het eindklassement. Op het wereldkampioenschap werd hij negende in de tijdrit en achtste in de wegwedstrijd.

## Overwinningen
2015
1e etappe Belgrade Trophy Milan Panić
Eindklassement Belgrade Trophy Milan Panić
2016
3e etappe Ronde van Opper-Oostenrijk, Junioren
Eindklassement Ronde van Opper-Oostenrijk, Junioren
1e en 2e etappe Belgrade Trophy Milan Panić
Eindklassement Belgrade Trophy Milan Panić
2019
Jongerenklassement Ronde van Opper-Oostenrijk
2023
Bergklassement Belgrado-Banja Luka
2024
GP Voralberg

## Resultaten in voornaamste wedstrijden
|      | \| Jaar \| \| WK op de weg \| \| ---- \| \| ------------ \| \| 2022 \| \| 68e \| \| 2023 \| \| opgave \| \| 2024 \| \| opgave \| |              |
| Jaar | | WK op de weg |
| 2022 | | 68e          |
| 2023 | | opgave       |
| 2024 | | opgave       |

## Ploegen
- 2022 –  Hrinkow Advarics Cycleang
- 2023 –  Hrinkow Advarics Cycleang
- 2024 –  Hrinkow Advarics
- 2025 –  Hrinkow Advarics